# Jérémie Kroubo-Dagnini
 (mars 2017).
Jérémie Kroubo-Dagnini est un universitaire français d'origine franco-ivoirienne, spécialiste des musiques populaires jamaïcaines.

## Biographie
Jérémie Kroubo Dagnini (JKD) est un universitaire français, auteur d'une thèse en études anglophones soutenue à l'Université Bordeaux-Montaigne en 2010 et consacrée à l'histoire des musiques populaires jamaïcaines du XXe siècle,. Il est spécialiste de ces musiques et chercheur associé à l'Université d'Orléans au Centre d’études politiques contemporaines (CEPOC), composante du laboratoire POLEN (POuvoirs, Lettres, Normes).
Il est auteur d'ouvrages et articles et a également traduit la biographie de Lee Scratch Perry écrite par le journaliste américain David Katz (2012). En 2013, il sort avec Lee Jaffe, ancien harmoniciste des Wailers, un livre sur les années 1973-1976 du groupe de Bob Marley. Ce livre aborde la vie du groupe à Hope Road et à Trench Town, les liens étroits entre Bob Marley et la mafia locale, les dessous des premiers albums et des premières tournées nord-américaines du groupe ou encore le financement occulte de l'album Legalize It de Peter Tosh.
Jérémie Kroubo-Dagnini a également co-écrit un documentaire sur le reggae, Le Souffle du reggae, réalisé par Jérémie Cuvillier et diffusé en 2016 sur France Ô. En mars 2017, il est distingué par l'Académie Charles Cros pour son livre Musiques noires. L'Histoire d'une résistance sonore publié aux Éditions du Camion blanc. En 2017 toujours, il collabore au catalogue de l'exposition Jamaica Jamaica! qui se tient à la Philharmonie de Paris (du 4 avril au 13 août 2017). 
JKD donne des conférences sur le reggae et la musique jamaïcaine et intervient ponctuellement dans les médias (RFI, France Culture, France Inter, France Ô, TSF Jazz, Reggae.fr etc.).
Son dernier livre est sorti en mai 2022, co-dirigé avec Raffaël Enault. Il s'agit d'un ouvrage collectif, La Peur : Crise du siècle ?, qui propose une réflexion sociologique autour de la peur. 
Du 20 au 26 novembre 2023, JKD a présenté les films de la série britannique, Small Axe (2020), réalisée par Steve McQueen, au Festival international du film de Belfort -Entrevues - 38e édition.  
Du 13 mai 2025 au 1er octobre 2025, il participe à l'exposition CLUBBING qui se tient au Grand Palais Immersif, une exposition immersive et participative imaginée par l'artiste Pierre Giner. Lors de cette exposition JKD raconte entre autres l'histoire de la culture sound system à Kingston, du club The Roxy à Londres et du Parker Place (night club reggae) à Abidjan.   
Parallèlement à ses activités de chercheur, Jérémie Kroubo-Dagnini est aussi titulaire du CAPES d'anglais et enseigne en BTS en région Centre-Val de Loire. JKD est par ailleurs ceinture noire 3eme Dan de karaté (shotokan).  

## Livres
- Les Origines du reggae : Retour aux sources. Mento, ska, rocksteady, early reggae, L'Harmattan, 2008  (ISBN 978-2-296-06252-8). Réédité par Éditions du Camion Blanc en 2013 (préface par le professeur Barry Chevannes).
- Vibrations jamaïcaines. L'Histoire des musiques populaires jamaïcaines au XXe siècle, Camion blanc, 2011  (ISBN 978-2-35779-157-2).
- Lee "Scratch" Perry: People Funny Boy (traduction). Auteur : David Katz, Camion blanc, 2012  (ISBN 978-2-35779-220-3).
- Bob Marley & The Wailers : 1973-1976. Co-auteur : Lee Jaffe, Camion Blanc, 2013  (ISBN 978-2-35779-273-9).
- Rasta & Résistance (directeur d'ouvrage et préface). Auteur : Horace Campbell. Camion blanc, 2014  (ISBN 978-2-35779-499-3).
- DJs & toasters jamaïcains : 1970-1979. Co-auteur : Eric Doumerc. Camion Blanc, 2015  (ISBN 978-2-35779-677-5).
- Musiques noires. L'Histoire d'une résistance sonore (directeur d'ouvrage). Camion blanc, 2016  (ISBN 978-235779-872-4).
- La Peur : Crise du siècle ? (directeur d'ouvrage). Camion Noir, 2022  (ISBN 978-237848-305-0).

## Documentaires
- Le Souffle du reggae, documentaire réalisé par Jérémie Cuvillier et co-écrit par Jérémie Kroubo Dagnini. 52 min (Theorem/ France Ô)[5]. Sélectionné au Festival du Film Francophone de Kingston[réf. nécessaire] (14-24 novembre 2018). Diffusion le 28 avril 2019 à la National Gallery of Jamaica dans le cadre de la 25e Art of Reggae Exhibition[8].

## Prix
- 2017, Coup de cœur de l'Académie Charles Cros (catégorie « Livres : musiques du monde ») pour le livre Musiques noires. L'Histoire d'une résistance sonore.[6]